# Primer districte electoral de Barcelona
El primer districte de Barcelona o districte de Barcelona I fou una circumscripció electoral del Congrés dels Diputats utilitzada en les eleccions generals espanyoles entre 1871 i 1876. Es tractava d'un districte uninominal, ja que només era representat per un sol diputat.
L'any 1878 es va aprovar una nova llei electoral que va fusionar els cinc districtes de Barcelona en un districte plurinominal de 5 escons.

## Àmbit geogràfic
El districte comprenia tot el districte administratiu primer de la ciutat de Barcelona, així com els barris novè i desè del districte quart. Això correspon a la part costanera del Barri Gòtic i al barri de la Ribera.

## Diputats electes
| Elecció | Elecció        | Diputat                          | Partit/Ideologia                    |
| ------- | -------------- | -------------------------------- | ----------------------------------- |
|         | 1871           | Estanislau Figueras i de Moragas | Partit Republicà Democràtic Federal |
|         | 1871 (parcial) | Pere Collaso i Gil               | Liberal                             |
|         | Abril 1872     | Tomàs Fabregas                   | Sense dades                         |
|         | 1873           | Benito Arabio Torres             | Partit Republicà Democràtic Federal |
|         | 1876           | Pere Collaso i Gil               | Liberal                             |

## Resultats electorals

### Dècada de 1870
| Eleccions generals del 20/01/1876 |                  |                    |       |      |
| Partit/Ideologia                  | Partit/Ideologia | Candidat           | Vots  | %    |
|                                   | Liberal          | Pere Collaso i Gil | 2.119 | 99,2 |
|                                   | Altres           | Altres             | 18    | 0,8  |
| Total                             | Total            | Total              | 2.137 | 100  |

| Eleccions generals del 10/05/1873 |                                     |                      |        |      |
| Partit/Ideologia                  | Partit/Ideologia                    | Candidat             | Vots   | %    |
|                                   | Partit Republicà Democràtic Federal | Benito Arabio Torres | 1.669  | 66,4 |
|                                   | Altres                              | Altres               | 844    | 33,6 |
| Total                             | Total                               | Total                | 2.513  | 100  |
| Cens/participació                 | Cens/participació                   | Cens/participació    | 12.644 | 19,9 |

| Eleccions generals del 24/08/1872 |                   |                   |       |      |
| Partit/Ideologia                  | Partit/Ideologia  | Candidat          | Vots  | %    |
|                                   | Sense dades       | Tomàs Fabregas    | 1.190 | 51,4 |
|                                   | Altres            | Altres            | 1.126 | 48,6 |
| Total                             | Total             | Total             | 2.316 | 100  |
| Cens/participació                 | Cens/participació | Cens/participació | 9.166 | 25,3 |

| Eleccions generals del 03/04/1872 |                   |                   |       |      |
| Partit/Ideologia                  | Partit/Ideologia  | Candidat          | Vots  | %    |
|                                   | Sense dades       | Tomàs Fabregas    | 2.086 | 53,5 |
|                                   | Altres            | Altres            | 1.815 | 46,5 |
| Total                             | Total             | Total             | 3.901 | 100  |
| Cens/participació                 | Cens/participació | Cens/participació | 8.940 | 43,6 |

| Elecció parcial del 22/06/1871 |                   |                    |       |      |
| Partit/Ideologia               | Partit/Ideologia  | Candidat           | Vots  | %    |
|                                | Liberal           | Pere Collaso i Gil | 2.011 | 99,2 |
|                                | Altres            | Altres             | 17    | 0,8  |
| Total                          | Total             | Total              | 2.028 | 100  |
| Cens/participació              | Cens/participació | Cens/participació  | 8.840 | 22,9 |

| Eleccions generals del 08/03/1871 |                                     |                                  |       |      |
| Partit/Ideologia                  | Partit/Ideologia                    | Candidat                         | Vots  | %    |
|                                   | Partit Republicà Democràtic Federal | Estanislau Figueras i de Moragas | 1.772 | 49,0 |
|                                   | Altres                              | Altres                           | 1.845 | 51,0 |
| Total                             | Total                               | Total                            | 3.617 | 100  |
| Cens/participació                 | Cens/participació                   | Cens/participació                | 8.840 | 40,9 |